# Danh sách hang động Ba Lan
Bài viết này là về các hang động của Ba Lan.

## Phân bố địa lý

### Núi Tatra
Tính đến  năm 2018, có 843 hang động được biết đến trong dãy núi Tatra của Ba Lan với tổng chiều dài vượt quá 134   km . Họ đang ở trong Vườn quốc gia Tatra. Tất cả những cái nổi bật là hang động đá vôi đá vôi của Tây Tatras, nhưng cũng có một số hang động kiến tạo. Các hang động lớn nhất và sâu nhất của Tatras (và của Ba Lan) nằm trong khối núi Czerwone Wierchy và Kominiarski Wierch. Một khu vực đầy triển vọng khác, khối núi Giewont, phần lớn chưa được khám phá do tình trạng bảo tồn thiên nhiên nghiêm ngặt của nó.
- Bańdzioch Kominiarski
- Bliźniacza Studnia
- Dudnica
- Dudowa Studnia
- Dziura
- Dziura Wyżnia - Jaskinia Lisia
- Dziurka w Trawce
- Górne Kominy
- Jasiowa Dziura
- Jaskinia Bystrej
- Jaskinia Sa hoàng
- Jaskinia Goryczkowa
- Jaskinia Kalacka
- Jaskinia Kamienne Mleko
- Jaskinia Kasprowa Niżnia
- Jaskinia Kasprowa Średnia
- Jaskinia Kasprowa Wyżnia
- Jaskinia Kozia
- Jaskinia Lejbusiowa
- Jaskinia Lodowa Małołącka
- Jaskinia Lodowa Miętusia
- Jaskinia Lodowa Mułowa
- Jaskinia Lodowa w Ciemniaku
- Jaskinia Lodowa w Twardych Spadach
- Jaskinia Magurska
- Jaskinia Mała w Mułowej
- Jaskinia Małołącka
- Jaskinia Marmurowa
- Jaskinia Miętusia
- Jaskinia Miętusia Wyżnia
- Jaskinia Mroźna
- Jaskinia Mylna
- Jaskinia Naciekowa
- Jaskinia nad Zagonem
- Jaskinia Obłazkowa
- Jaskinia pod Dachem
- Jaskinia pod Okapem
- Jaskinia pod Wantą (Litworowy Dzwon)
- Jaskinia Poszukiwaczy Skarbów
- Jaskinia Przeziorowa
- Jaskinia przy Przodzie
- Jaskinia Psia
- Jaskinia Raptawicka
- Jaskinia Śpiących Rycerzy
- Jaskinia Śpiących Rycerzy Wyżnia
- Jaskinia w Czubie Jaworzyńskiej
- Jaskinia Wielka nieżna - hang động dài nhất, lớn nhất và sâu nhất ở Ba Lan
- Jaskinia Wodna pod Pisaną
- Jaskinia Wodna pod Raptawicką
- Jaskinia Wysoka - Jaskinia za Siedmiu Progami
- Jaskinia Wyżnia Litworowa
- Jaskinia za Płytą (Dziura z Kośćmi Kozicy)
- Jaskinia Zakosista
- Jaskinia Zimna
- Jaskinia Zośka - Zagonna Studnia
- Jędrusiowa Dziura
- Komin w Kazalnicy
- Komin w Ratuszu
- Koprowa Studnia
- Mnichowa Studnia Wyżnia
- Niebieska Studnia
- Piwnica Miętusia
- Pomarańczarnia
- Ptasia Studnia
- Śnieżna Studnia
- Studnia w Dziurawem
- Studnia w Kazalnicy
- Studnia w Progu Mułowym
- Studnia za Murem
- Szara Studnia
- Szczelina Chochołowska
- Tunel Małołącki
- Tylkowa Szczelina
- Zielone Kominy

### Pieniny
- Jaskinia nad Polaną Sosnówką
- Jaskinia Pienińska
- Jaskinia w Ociemnem
- Jaskinia Wyżna

### Jura
Trong khu vực của Wyżyna Krakowsko Częstochowska có hơn 1800 hang động đá vôi được biết đến, hầu hết chúng ngắn hơn 100m và khá nông.

### Sudetes
- Aven w Połomie, Wojcieszów
- Jaskinia Biały Kamień
- Jaskinia Błotna, Wojcieszów
- Jaskinia Imieninowa, Nowe Rochowice
- Jaskinia Kontaktowa, Stara Morawa
- Jaskinia Kryształowa, Wojcieszów (bị phá hủy)
- Jaskinia na Ścianie, Rogóżka
- Jaskinia Niedźwiedzia, Kletno
- Jaskinia Nowa, Wojcieszów
- Jaskinia Pajęcza, Wojcieszów
- Jaskinia Północna Duża, Wojcieszów
- Jaskinia Radochowska, Radochów
- Jaskinia z Filarami - Jaskinia Prosta, Kochanów
- Jaskinia z Rondami, Kochanów
- Szczelina Wojcieszowska, Wojcieszów
- Złota Sztolnia, Duszniki-Zdrój

### Świętokrzyskie

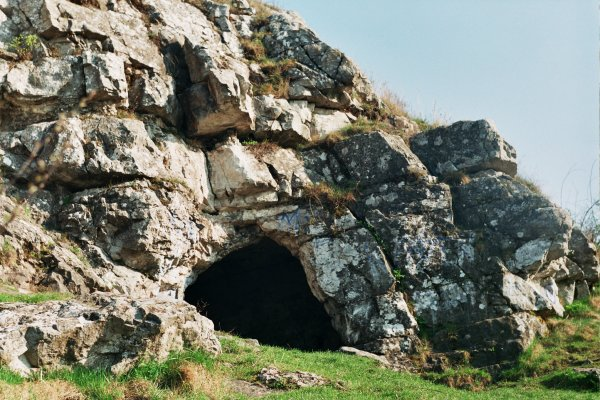
Jaskinia Zbójecka

- Chelosiowa Jama - Jaskinia Jaworznicka, Jaworznia
- Jaskinia Pajęcza, Jaworznia
- Jaskinia Raj, Dobrzączka
- Jaskinia Zbójecka, Łagów
- Prochownia, Jaskinia Odkrywców, Kielce
- Szczelina na Kadzielni, Kielce

### Lưu vực Nida
Hang động thạch cao karst của đường dây đồng bộ Nida.
- Jaskinia Sawickiego, phế quản
- Jaskinia Skorocicka, Skorocice
- Jaskinia u Ujścia Doliny, Skorocice
- Jaskinia w Aleksandrowie, Aleksandrów
- Jaskinia w Gackach, Gacki

### Gdańsk Pomerania

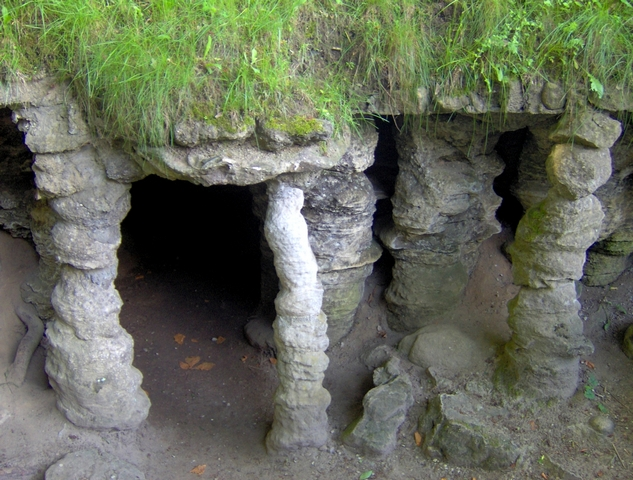
Jaskinia w Mechowie

- Grota Mirachowska I (Schron z Kolumnami), Mirachowo
- Grota Mirachowska II (Schronisko Owalne), Mirachowo
- Jaskinia Bajka I, Gądecz
- Jaskinia Bajka II, Gądecz
- Jaskinia Goryla, Gdynia
- Jaskinia Klonowa, Grudziądz
- Jaskinia pod Wierzbą, Grudziądz
- Jaskinia Śpiącego Szweda, Gdynia
- Jaskinia w Mechowie, Mechowo
- Schronisko w Połchowie, Połchowo

## Hang động du lịch
Hiện tại có 17 hang động du lịch ở Ba Lan.

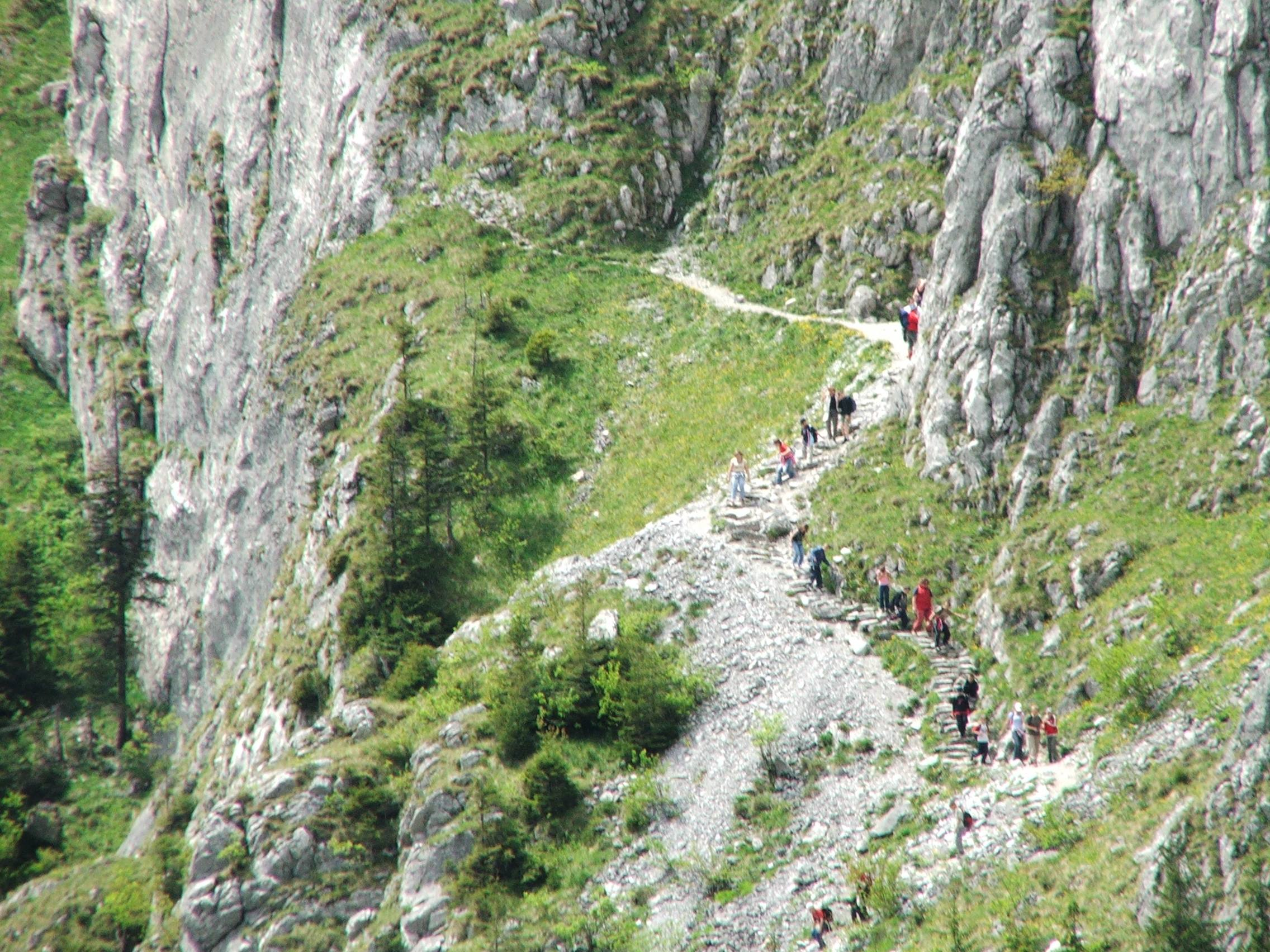
Đường mòn đến Jaskinia Obłazkowa và Jaskinia Mylna

### Hang động trình diễn
Hang động trình diễn, với các tour du lịch có hướng dẫn và yêu cầu một khoản phí vào cửa:
- Jaskinia Ciemna, Vườn quốc gia Ojców
- Jaskinia Dziurawy Kamień, Sudetes
- Jaskinia okietka, Vườn quốc gia Ojców
- Jaskinia Mroźna, Tây Tatras
- Jaskinia Niedźwiedzia, Sudetes
- Jaskinia Nietoperzowa, Chuỗi Jura Ba Lan
- Jaskinia Radochowska, Sudetes
- Jaskinia Raj, Świętokrzyskie
- Jaskinia w Mechowie, Gdańsk Pomerania
- Jaskinia Wierzchowska Górna, Jura Ba Lan
- Smocza Jama, Krakow

### Khác
Các hang động khác được công chúng tiếp cận như một phần của con đường du lịch:
- Dziura, Tây Tatras
- Jaskinia Malinowska, Silesian Beskids
- Jaskinia Mylna, Tây Tatras
- Jaskinia Obłazkowa, Tây Tatras
- Jaskinia Raptawicka, Tây Tatras
- Smocza Jama, Tây Tatras

## Kỉ lục
- Hang động lớn nhất và sâu nhất: 
Jaskinia Wielka nieżna ở Tây Tatras, với chiều dài 23,723   km và phạm vi dọc 824 m [4]
- Phạm vi ngang lớn nhất: 
Jaskinia Miętusia ở Tây Tatras, với phạm vi ngang của ca. 1135 m [5]
- Hang động cao nhất: 
Świnicka Koleba, một hang động đá granit kiến tạo nhỏ trong núi winica ở High Tatras, tại ca. 2250 m trên mực nước biển [6][7]
- Sân ngầm sâu nhất: 
Studnia Wazeliniarzy (chơi chữ - "trục lickspittles" hoặc "vaseliners trục" [8]) trong Śnieżna Studnia ở Western Tatras, với độ sâu của ca. 230 m [9]
- Khoang ngầm lớn nhất: 
Sala Fakro ở Jaskinia Mała w Mułowej ở Tây Tatras, với kích thước của ca. 85 × 35 × 90 m [10]
- Hồ ngầm lớn nhất: 
Wielki Kłamca ("kẻ giả vờ vĩ đại") ở Ptasia Studnia ở Western Tatras, với kích thước của ca. 6 × 20 m [11]

## Sinh học
Đáng chú ý là trombbionts, troglophiles và trogloxenes của hang động Ba Lan bao gồm:

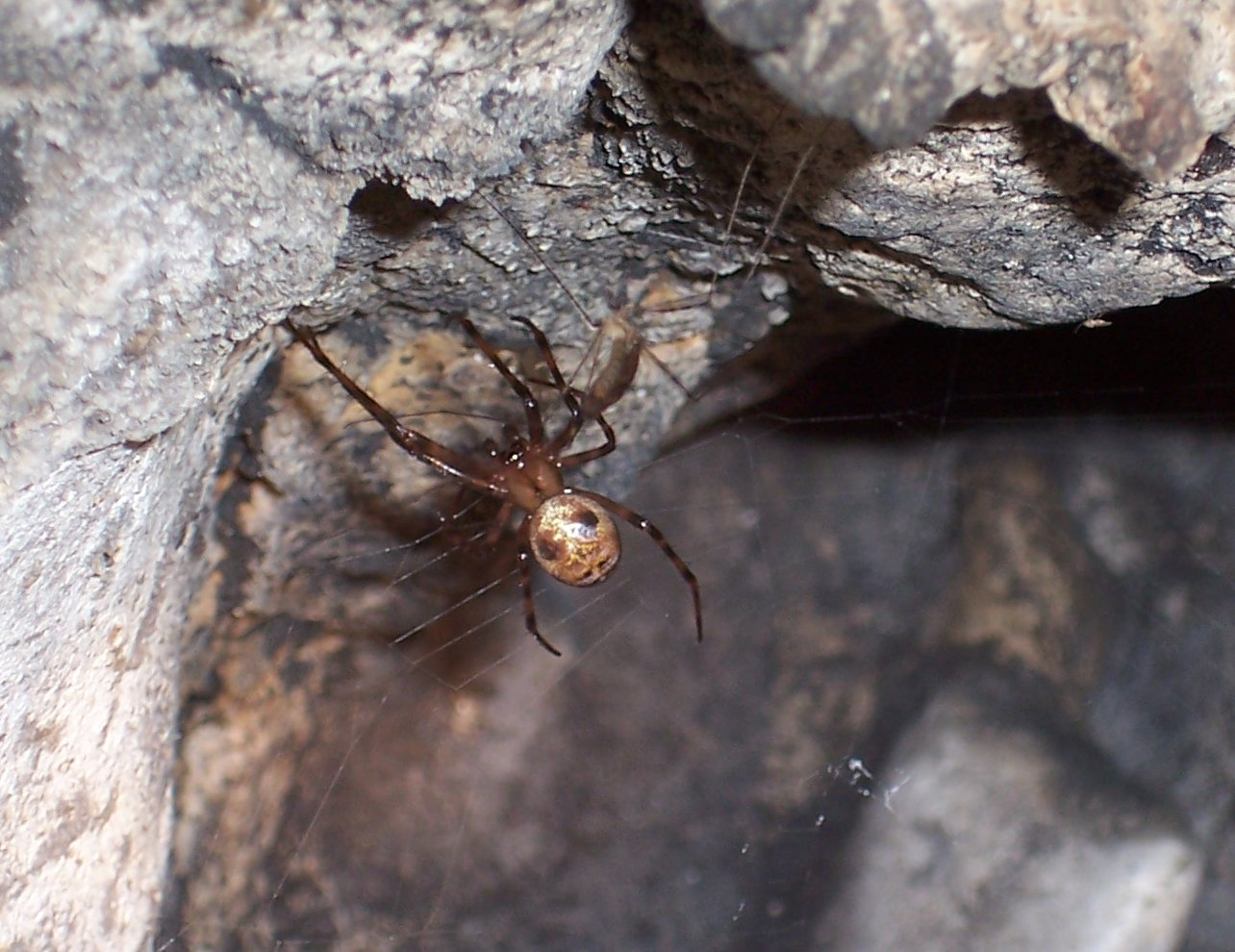
Meta menardi

### Động vật giáp xác
- Acanthocyclops languidoides clandestinus
- Bathynella natans
- Niphargus tatlingsis
- Proasellus slavus
- Synurella ambulans tenebrarum

### Arachnids
- Lobohalacarus weberi tứ giác
- Meta menardi - nhện hang châu Âu
- Oribella cavatica
- Porrhomma moravicum
- Pseudanophthalmus pilosellus

### Côn trùng
- Arrhopalites pygmaeus
- Catops tristis infernus
- Choleva lederiana
- Mesogastrura ojcoviensis
- Onychiurus alborufescens
- Protaphorura janosik

### Dơi
17 trong số 21 loài dơi Ba Lan có thể được tìm thấy trong các hang động - hầu hết chúng chỉ vào mùa đông, trong thời gian ngủ đông.
- Barbastella barbastellus - Barbastelle
- Eptesicus nilssoni - dơi Bắc
- Eptesicus serotinus - dơi Serotine
- Myotis bechsteini - Dơi của Bechstein
- Myotis brandti - dơi của Brandt
- Myotis dasycneme - Ao dơi
- Myotis daubentoni - dơi của Daubenton
- Myotis emarginatus - dơi của Geoffroy
- Myotis myotis - Dơi tai chuột lớn hơn
- Myotis mystacinus - Dơi râu
- Myotis nattereri - Người dơi của Natterer
- Nyctalus noctula - Noctule thường gặp
- Plecotus auritus - Dơi tai nâu
- Plecotus austriacus - Dơi tai xám
- Rholophus ferrumequinum - dơi móng ngựa lớn
- Rholophus hipposideros - dơi móng ngựa ít hơn
- Vespertilio murinus - Dơi màu Parti